# 聯合文學出版社
聯合文學出版社為聯合報系旗下的文學類出版社，1987年6月成立。

## 歷史
1984年11月1日，文學雜誌《聯合文學雜誌》創刊，為月刊。1987年6月，「聯合文學出版社」成立，以「傳承文學傳統、匯集文學資產、鼓勵文學創作」為宗旨。1987年，《聯合文學雜誌》主辦，由《聯合報》協辦聯合文學小說新人獎。2013年11月1日，聯合文學出版社將所屬《聯合文學》雜誌與全國巡迴文藝營、聯合文學小說新人獎移轉予聯經出版。

## 註解
1. ↑  《聯合文學》雜誌現由聯經出版負責，與聯合文學出版社無業務上之關係。

## 外部連結
- 聯合文學官網 （页面存档备份，存于）
- 聯合文學的Facebook專頁
- 聯合文學的Instagram帳戶 （页面存档备份，存于）
- 聯合文學的YouTube頻道 （页面存档备份，存于）